# Egyházaskozár, Baranya
Egyházaskozár este un sat în districtul Komló, județul Baranya, Ungaria, având o populație de 839 de locuitori (2011). 

## Demografie
Componența etnică a satului Egyházaskozár
     Maghiari (86,71%)
     Germani (11,59%)
     Români (1,69%)
Componența confesională a satului Egyházaskozár
     Luterani (15,14%)
     Fără religie (2,86%)
     Reformați (1,31%)
     Necunoscută (80,1%)
     Atei (0,6%)
     Alte religii (1,79%)
Conform recensământului din 2011, satul Egyházaskozár avea 839 de locuitori. Din punct de vedere etnic, majoritatea locuitorilor (86,71%) erau maghiari, existând și minorități de germani (11,59%) și români (1,69%). Nu există o religie majoritară, locuitorii fiind luterani (15,14%), persoane fără religie (2,86%) și reformați (1,31%). Pentru 80,1% din locuitori nu este cunoscută apartenența confesională.